# Кубок Чехії з футболу 2023—2024
Кубок Чехії з футболу 2023—2024 — 31-й розіграш кубкового футбольного турніру в Чехії. Титул здобула «Спарта» (Прага).

## Календар
| Раунд           | Дата                        | Матчі | Клуби     |
| --------------- | --------------------------- | ----- | --------- |
| Перший раунд    | 22–23 липня 2023            | 7     | 155 → 148 |
| Другий раунд    | 28–30 липня 2023            | 46    | 148 → 102 |
| Третій раунд    | 2–23 серпня 2023            | 43    | 102 → 59  |
| Четвертий раунд | 29 серпня — 20 вересня 2023 | 27    | 59 → 32   |
| 1/16 фіналу     | 26 вересня — 12 жовтня 2023 | 16    | 32 → 16   |
| 1/8 фіналу      | 1 листопада — 6 грудня 2023 | 8     | 16 → 8    |
| 1/4 фіналу      | 25 лютого — 2 квітня 2024   | 4     | 8 → 4     |
| 1/2 фіналу      | 3–24 квітня 2024            | 2     | 4 → 2     |
| Фінал           | 22 травня 2024              | 1     | 2 → 1     |

## 1/16 фіналу
| Команда 1                   | Рахунок      | Команда 2          |
| --------------------------- | ------------ | ------------------ |
| 26 вересня 2023             |              |                    |
| Кладно                      | 0:2          | Слован (Ліберець)  |
| Млада Болеслав              | 4:2          | Простейов          |
| 27 вересня 2023             |              |                    |
| Слован (Велвари)            | 1:1 пен. 5:4 | Пардубиці          |
| Опава                       | 3:2          | Збройовка          |
| Запи                        | 1:2          | Банік (Острава)    |
| Їскра (Домажліце)           | 1:1 пен. 4:5 | Яблонець           |
| Кромержиж                   | 0:2          | Славія (Прага)     |
| Вишков                      | 1:0          | Тепліце            |
| Лишень                      | 0:1          | Спарта (Прага)     |
| Словацко                    | 3:4          | Дукла              |
| Височина (Їглава)           | 0:1          | Градець-Кралове    |
| 10 жовтня 2023              |              |                    |
| Динамо (Чеські Будейовиці)  | 2:0          | Хрудім             |
| 11 жовтня 2023              |              |                    |
| Вікторія Жижков             | 0:1          | Сігма (Оломоуць)   |
| Унічов                      | 1:2          | Злін               |
| Спарта (Колін)              | 1:7          | Богеміанс 1905     |
| 12 жовтня 2023              |              |                    |
| Вікторія (Маріанські Лазні) | 0:10         | Вікторія (Пльзень) |

## 1/8 фіналу
| Команда 1                  | Рахунок | Команда 2          |
| -------------------------- | ------- | ------------------ |
| 1 листопада 2023           |         |                    |
| Дукла                      | 3:1     | Вишков             |
| Банік (Острава)            | 0:1     | Злін               |
| Слован (Ліберець)          | 1:0     | Млада Болеслав     |
| Богеміанс 1905             | 1:2     | Спарта (Прага)     |
| 16 листопада 2023          |         |                    |
| Сігма (Оломоуць)           | 1:3     | Вікторія (Пльзень) |
| Динамо (Чеські Будейовиці) | 1:2     | Яблонець           |
| 17 листопада 2023          |         |                    |
| Слован (Велвари)           | 1:2     | Опава              |
| 6 грудня 2023              |         |                    |
| Градець-Кралове            | 0:2 дч  | Славія (Прага)     |

## 1/4 фіналу
| Команда 1      | Рахунок | Команда 2          |
| -------------- | ------- | ------------------ |
| 25 лютого 2024 |         |                    |
| Опава          | 2:0     | Дукла              |
| 28 лютого 2024 |         |                    |
| Злін           | 2:1 дч  | Слован (Ліберець)  |
| Славія (Прага) | 2:3 дч  | Спарта (Прага)     |
| 2 квітня 2024  |         |                    |
| Яблонець       | 0:3     | Вікторія (Пльзень) |

## 1/2 фіналу
| Команда 1          | Рахунок | Команда 2      |
| ------------------ | ------- | -------------- |
| 3 квітня 2024      |         |                |
| Опава              | 0:2     | Спарта (Прага) |
| 24 квітня 2024     |         |                |
| Вікторія (Пльзень) | 3:0     | Злін           |

## Фінал
| 22 травня 2024 19:00 |

| Вікторія (Пльзень) | 1–2 | Спарта (Прага)                 |
| ------------------ | --- | ------------------------------ |
| Хорий 87'          |     | Две 79' (аг) Бірманчевич 90+1' |

| Дусан Арена, Пльзень Глядачів: 10 647 Арбітр: Ондрей Берка |